# 殷绍嘉公
殷绍嘉公，前身是殷绍嘉侯，后又改为宋公、章昭侯、宋侯，是汉成帝绥和元年（前7年）二月封给孔子长房长孙祭祀商汤的世袭爵位，属于二王三恪，历经西汉、新朝、东汉，直至西晋。

## 封地和封户
殷绍嘉公的封地位于汝南郡新郪县，封地方圆百里，食邑一千六百七十户，建平二年（前5年），增封九百三十二户。西晋时期，宋侯封地位于汝阴郡宋县，食邑二千六百口。

## 承袭和沿革
| 姓名   | 世系                     | 爵位     | 朝代 | 地位   | 在位时间                                                          | 史书记载 |
| ------ | ------------------------ | -------- | ---- | ------ | ----------------------------------------------------------------- | --- |
| 孔吉   | 孔子十四代孙，孔鲋六代孙 | 殷绍嘉侯 | 西汉 | 二王后 | 绥和元年（前8年）二月甲子-？                                      | |
| 孔吉   | 孔子十四代孙，孔鲋六代孙 | 殷绍嘉公 | 西汉 | 二王后 | 绥和元年二月－绥和元年三月（前8年二月－前8年三月）                | |
| 孔何齐 | 孔子十五代孙，孔吉之子   | 殷绍嘉侯 | 西汉 | 二王后 | 绥和元年二月甲子－绥和元年八月 （前8年二月甲子－前8年八月）       | 《汉书·杨胡朱梅云传》 《汉书·外戚恩泽侯表》 《汉书·成帝纪》 《汉书·外戚恩泽侯表》 《汉书·平帝纪》 《资治通鉴·卷三十二·汉纪二十四》 《资治通鉴·卷三十六·汉纪二十八》 |
| 孔何齐 | 孔子十五代孙，孔吉之子   | 殷绍嘉公 | 西汉 | 二王后 | 绥和元年八月－元始二年（前8年八月－2年）                          | 《汉书·杨胡朱梅云传》 《汉书·外戚恩泽侯表》 《汉书·成帝纪》 《汉书·外戚恩泽侯表》 《汉书·平帝纪》 《资治通鉴·卷三十二·汉纪二十四》 《资治通鉴·卷三十六·汉纪二十八》 |
| 孔何齐 | 孔子十五代孙，孔吉之子   | 宋公     | 西汉 | 二王后 | 2年－？                                                           | 《汉书·杨胡朱梅云传》 《汉书·外戚恩泽侯表》 《汉书·成帝纪》 《汉书·外戚恩泽侯表》 《汉书·平帝纪》 《资治通鉴·卷三十二·汉纪二十四》 《资治通鉴·卷三十六·汉纪二十八》 |
| 孔弘   | 孔子十六代孙，孔何齐之子 | 宋公     | 西汉 | 二王后 | ？－始建国元年 （？－9年）                                        | 《汉书·王莽传中》 |
| 孔弘   | 孔子十六代孙，孔何齐之子 | 章昭侯   | 新朝 | 恪     | 始建国元年－？ （9年－？）                                        | 《汉书·王莽传中》 |
| 孔安   | 孔子十七代孙，孔弘之子   | 殷绍嘉公 | 东汉 | 宾     | 建武五年二月壬申－建武十三年三月庚午 （29年3月30日－37年4月15日） | 《后汉纪·卷五·光武皇帝纪》 《后汉纪·卷七·光武皇帝纪》 《后汉书·光武帝纪第一上》 《后汉书》太子李贤注 《后汉书·光武帝纪第一下》 《后汉书·志第二十八·百官五》         |
| 孔安   | 孔子十七代孙，孔弘之子   | 宋公     | 东汉 | 宾     | 建武十三年三月庚午－？（37年4月15日－？）                         | 《后汉纪·卷五·光武皇帝纪》 《后汉纪·卷七·光武皇帝纪》 《后汉书·光武帝纪第一上》 《后汉书》太子李贤注 《后汉书·光武帝纪第一下》 《后汉书·志第二十八·百官五》         |
| 孔绍   | 世系代次不详             | 宋侯     | 西晋 |        | 泰始元年（265年）前后                                             | 《宋书·列传第二十·荀伯子传》 《南史·列传第二十三·荀伯子传》 |

孔绍之后承袭情况不明。

## 其他
建武三十二年（56年），汉光武帝封禅泰山，宋公跟随前往，并与卫公、褒成侯等人在汶水上斋戒。
西晋时期，宋侯的管辖范围内仅有二千六百口佃户，可是就因为县内有陂塘占地一万三千多顷，导致耕地不足，损伤了农业利益。宋侯相应遵上书请求废除陂塘，改变漕运航道，都督度支站在自己的立场反对，最后应遵的意见没被采纳。杜预对此事发表了自己的意见。